# Cratero di Macedonia
Cratero, o Crateuas (in greco antico: Κρατερός?, Krateròs; fl. IV secolo a.C.), è stato re di Macedonia per soli quattro giorni, nel 399 a.C..
Era l'amante di Archelao I che, secondo la tradizione, fu ucciso proprio dallo stesso Cratero. Quest'ultimo salì sul trono di Pella al posto del suo amante ma, dopo soli quattro giorni, fu sostituito da Oreste, il legittimo erede e figlio di Archelao.
Secondo lo Pseudo-Platone ed Aristotele, Cratero uccise il re proprio per salire sul trono. Secondo un'altra versione, invece, Cratero avrebbe ucciso il re perché Archelao gli aveva promesso la mano di una delle sue figlie, ma alla fine non avrebbe rispettato la promessa dandola in sposa ad un altro pretendente. Infine, secondo una terza tradizione riportata da Diodoro, Archelao sarebbe stato ucciso accidentalmente da Cratero durante una battuta di caccia.